# Goriška statistična regija
Goriška regija je ena od dvanajstih statističnih regij Slovenije. 

## Goriška statistična regija v besedi
Goriška regija leži na zahodu države, ob italijanski meji. Julijske Alpe, reka Soča in rodovitna Vipavska dolina so najbolj prepoznavne naravnogeografske značilnosti regije. Največje urbano središče je Nova Gorica.  
Obsega 11,5 % površine Slovenije
Goriška statistična regija je z 2.325 km2 približno enako velika kot osrednjeslovenska, po številu prebivalcev pa je skoraj petkrat manjša. V njej je leta 2023 živelo okoli 6 % prebivalcev Slovenije. Je druga najredkeje poseljena: na km2 njene površine je prebivalo povprečno 51 prebivalcev, povprečje za Slovenijo pa je bilo 105 prebivalcev na km2.
Prebivalstvo
Povprečna starost prebivalcev je bila 45,6 leta, kar je bilo leto in pol več od državnega povprečja. V povprečju starejše prebivalstvo je imela le še pomurska regija (46,6 leta). Tudi delež prebivalcev, starejših od 64 let, je bil za pomursko regijo drugi največji (24,3 %). Indeks staranja je dosegel eno najvišjih vrednosti (166), kar pomeni, da je bilo med prebivalci te regije na vsakih 100 otrok, tj. oseb, mlajših od 15 let, povprečno 166 oseb, starih najmanj 65 let.
V tej regiji je bil delež poročenih prebivalcev največji, tj. 47-odstoten, čeprav je bilo v goriški regiji leta 2023 sklenjenih 2,3 zakonske zveze na 1.000 prebivalcev, najmanj med regijami. Delež živorojenih otrok, katerih matere oz. starša ob njihovem rojstvu nista bila poročena, je bil drugi najmanjši med regijami (50,3 %). Povprečna starost mater ob rojstvu vseh otrok je bila v tej in obalno-kraški regiji najvišja (31,8 leta), delež otrok, rojenih materam, mlajšim od 25 let, pa najnižji (7,1 %). Povprečna starost umrlega je bila v tej regiji najvišja (80,1 leta).
Tretji najnižji med regijami je bil delež otrok, starih 1–5 let, ki so bili vključeni v vrtce (81-odstoten). Med prebivalci regije, starimi od 25 do 64 let, jih je bilo z osnovnošolsko izobrazbo ali manj 13,2 %, z višje- ali visokošolsko izobrazbo pa 32,8 %, kar je bilo tik pod državnim povprečjem (33,3 %). Regija je imela skupaj z osrednjeslovensko največ študentov na 1.000 prebivalcev (36). Uvrstila pa se je tudi v skupino regij z največ diplomanti: imela jih je 8 na 1.000 prebivalcev.
Razmere na trgu dela
Med delovno aktivnimi s stalnim prebivališčem v tej regiji jih je 17,6 % odhajalo na delo drugam, največ (60 %) v osrednjeslovensko regijo. Po deležu aktivnih prebivalcev, ki so delali v regiji prebivališča, se je z 82,4 % uvrstila na drugo mesto – za osrednjeslovensko (89,6 %). Stopnja delovne aktivnosti v 2023 je bila 71,9-odstotna, druga najvišja med regijami, stopnja brezposelnosti pa z 2,8 % druga najnižja.
Povprečna mesečna neto plača na zaposleno osebo v regiji je bila v 2023 s 1.400 EUR peta najvišja. Od povprečja na ravni Slovenije je bila nižja za 3,1 % oz. za 45 EUR.
Gospodarstvo
Bruto domači proizvod te regije je predstavljal 5 % BDP-ja Slovenije. BDP na prebivalca v regiji je znašal 27.187 EUR, kar je bilo za desetino manj od povprečja v državi. Neto razpoložljivi dohodek gospodinjstev na prebivalca je bil v goriški statistični regiji s 16.587 EUR na petem mestu in najbližje povprečju na ravni države (16.615 EUR).
Kakovost življenja
Splošno zadovoljstvo z življenjem so prebivalci goriške regije ocenili enako kot v povprečju v Sloveniji ter enako kot prebivalci podravske in primorsko-notranjske – vsi z oceno 7,7 (na lestvici od 0 do 10).
Stopnja tveganja revščine (11,0 %) in stopnja tveganja socialne izključenosti (11,7 %) sta bili v tej regiji med najnižjimi, stopnja zelo nizke delovne intenzivnosti pa je bila najnižja – 2 % oseb, starih 0–64 let, je živelo v gospodinjstvih, katerih odrasli člani (tj. stari 18–64 let) so delali manj kot petino svojega razpoložljivega delovnega časa, izraženega v mesecih. Najvišji je bil tudi delež gospodinjstev (83 %), ki lahko pokrijejo nepričakovane izdatke iz lastnih sredstev v znesku 770 EUR; v zasavski, ki je imela najmanjši delež, je bilo takih gospodinjstev 62 %.
Regija je imela skupaj s koroško in zasavsko najmanjše število obsojenih oseb (polnoletnih in mladoletnih) na 1.000 prebivalcev (1,5).
Imeli so največ osebnih avtomobilov na 1.000 prebivalcev (648), ti so bili tudi povprečno najstarejši (12,9 leta).
Okolje
V tej regiji je nastalo 500 kg komunalnih odpadkov na prebivalca, kar je bilo 18 kg na prebivalca manj od slovenskega povprečja. Ločeno je bilo zbranih 67,2 % nastalih komunalnih odpadkov; to je bil eden najmanjših deležev med regijami. Tukajšnjim gospodinjstvom je bilo iz javnega vodovoda dobavljene 37,5 m3 vode na prebivalca. Delež neprečiščene odpadne vode iz javne kanalizacije je bil v tej regiji drugi najvišji (42,6 %).
Med turisti ena izmed bolj priljubljenih regij
Leta 2023 so v goriški regiji našteli 9,2 % vseh prihodov turistov v državi, kar je bil četrti najvišji delež. Z 8,4 % vseh prenočitev turistov so dosegli peti najvišji delež. Pri prihodih in prenočitvah turistov so prevladovali tuji.
Sestavlja jo 13 občin
Na sredini leta 2023 je imela največ prebivalcev regije občina Nova Gorica, 32.013 oz. 27 %, s 17 % je sledila Ajdovščina (19.898). Preostalih 11 občin je manjših in so prispevale po približno 3–10 % prebivalstva regije. Najmanjša je bila s 3.050 prebivalci občina Bovec, ta je imela z 8 prebivalci na km2 tudi drugo najredkejšo poselitev v državi.

## Goriška statistična regija v številkah
| Statistični podatki                                               |           |  | Statistični kazalniki                                                                         |        |
| ----------------------------------------------------------------- | --------- |  | --------------------------------------------------------------------------------------------- | ------ |
| Površina, km2, 1. 1. 2023                                         | 2.325     |  | Gostota naseljenosti, 1. 7. 2023                                                              | 50,9   |
| Število prebivalcev, 1. 7. 2023                                   | 118.361   |  | Povprečna starost prebivalcev , 1. 7. 2023                                                    | 45,6   |
| Naravni prirast, 2023                                             | −441      |  | Delež prebivalcev, starih 0−14 let (%), 1. 7. 2023                                            | 14,6   |
| Število učencev v osnovnih šolah, 2023/2024                       | 10.964    |  | Delež prebivalcev, starih 65 let ali več (%), 1. 7. 2023                                      | 24,3   |
| Število dijakov (po prebivališču), 2023/2024                      | 4.438     |  | Naravni prirast (na 1.000 prebivalcev), 2023                                                  | −3,7   |
| Število študentov (po prebivališču), 2023/2024                    | 4.215     |  | Skupni selitveni prirast (na 1.000 prebivalcev), 2023                                         | 2,3    |
| Število delovno aktivnih prebivalcev (po prebivališču), 2023      | 51.964    |  | Skupni prirast (na 1.000 prebivalcev), 2023                                                   | −1,5   |
| Število zaposlenih oseb (po delovnem mestu), 2023                 | 42.463    |  | Delež prebivalcev, starih 25 do 64 let, z osnovno šolo ali manj, 1. 1. 2023                   | 13,2   |
| Število samozaposlenih oseb (po delovnem mestu), 2023             | 6.561     |  | Delež prebivalcev, starih 25 do 64 let, z višjo ali visoko izobrazbo, 1. 1. 2023              | 32,8   |
| Povprečna mesečna bruto plača na zaposleno osebo (EUR), 2023      | 2.123,95  |  | Stopnja delovne aktivnosti (%), 2023                                                          | 71,9   |
| Število podjetij, 2023                                            | 13.007    |  | Število izdanih gradbenih dovoljenj (na 1.000 prebivalcev), 2023                              | 2,6    |
| Regionalni bruto domači proizvod (mio. EUR), 2023                 | 3.217     |  | Bruto domači proizvod na prebivalca (EUR, tekoči tečaj), 2023                                 | 27.187 |
| Kmetijska zemljišča v uporabi, ha, 2020                           | 30.260    |  | Obsojeni polnoletni in mladoletni (na 1.000 prebivalcev), 2023                                | 1,5    |
| Število prihodov turistov, 2023                                   | 567.686   |  | Število osebnih avtomobilov (na 1.000 prebivalcev) , 31. 12. 2023                             | 648    |
| Število prenočitev turistov, 2023                                 | 1.358.246 |  | Komunalni odpadki, zbrani z javnim odvozom (kg/prebivalca), 2023                              | 404    |
| Vir: Statistični urad Republike Slovenije, Podatkovna baza Sistat |           |  | Vir: Statistični urad Republike Slovenije, Slovenske statistične regije in občine v številkah |        |

## Občine v statistični regiji
- Občina Ajdovščina
- Občina Bovec
- Občina Brda
- Občina Cerkno
- Občina Idrija
- Občina Kanal ob Soči
- Občina Kobarid
- Občina Miren - Kostanjevica
- Mestna občina Nova Gorica
- Občina Renče - Vogrsko
- Občina Šempeter - Vrtojba
- Občina Tolmin
- Občina Vipava